# Klonidin
Klonidin je najpoznatiji centralni antiadrenergik koji se rabi kao antihipertenziv. 

## Djelovanje
On aktivira alfa-2-adrenergičke receptore na presinaptičkim neuronima u mozgu, a manjim dijelom i na periferiji tako da dolazi do blokade simpatičkog tonusa u krvnim žilama što uzrokuje širenje krvnih žila i pad tlaka. Osim toga, klonidin blokira imidazolinske receptore u mozgu što također prouzroči blokadu simpatičkog tonusa krvnih žila. Na kliničkoj razini klonidin smanjuje udarni volumen i frekvenciju srca. 
Ukupni periferni otpor smanjuje se u stojećem, ali ne i u ležećem položaju. Čini se, prema tome, da klonidin primarno koči povećanu aktivnost simpatičkog sustava te da je klonidin samo parcijalni agonist (tj. agonist-antagonist) alfa receptora. To znači da podražuje alfa receptore, ali manje od noradrenalina, pa učinak klonidina ovisi o izbijanju središnjih noradrenergičkih neurona. Budući da se o središnjoj adrenergičkoj regulaciji krvnog tlaka za sada zna razmjerno malo i učinke klonidina često je teško objasniti. Umjereno se smanjuje lučenje renina. 

## Primjena
Klonidin se daje u obliku tableta ili u obliku injekcija. Ako se daje u obliku injekcija najprije dolazi do prolaznog porasta krvnog tlaka. Postoje pripravci klonidina koji djeluju i transdermalno (nalijepe se na kožu), te djeluju do sedam dana. Nakon dužeg davanja mogu se pojaviti različite lokalne kožne reakcije koje se pojavljuju u do 20% pacijenata.
Osim kao antihipertenziv, klonidin se rabi u liječenju sindroma ustezanja pri opioidnom tipu ovisnosti, a pokušava se i njegova uporaba pri odvikavanju od pušenja. Pri tome je najznačajnije da klonidin ublažava pretjeranu aktivnost simpatikusa koja prati posebno sindrom ustezanja kod opioida.

## Nuspojave
Najčešće nuspojave (do 50% pacijenata) jesu suhoća usta i sedacija, probavni poremećaji i impotencija, a, iako rijetko, može nastati i depresija. Nuspojave se s vremenom smanjuju, ali oko 10% bolesnika zbog njih ne može nastaviti uzimanje lijeka. Lijek se ne daje depresivnim pacijentima.
Zbog razvoja hiposenzitivnosti receptora nagli prekid liječenja klonidinom može izazvati hipertenzivne krize, koje u bolesnika koji su duže rabili velike doze klonidina mogu biti i pogubne. Stoga dozu klonidina treba postupno snižavati i zamijeniti ga drugim antihipertenzivom. Ako, pak, pacijent zaboravi uzeti jednu ili dvije doze klonidina nastaju nervoza, tahikardija, glavobolja i znojenje.